# Ol'ha Senjuk
Ol'ha Senjuk, traslitterato come Olga Senyuk secondo la traslitterazione anglosassone (in ucraino Ольга Сенюк?, in azero Olqa Senyuk; Chișinău, 23 gennaio 1992), è un'arciera ucraina naturalizzata azera.
Specialista dell'arco olimpico, ha partecipato ai giochi olimpici di Rio de Janeiro 2016 difendendo i colori dell'Azerbaigian.

## Biografia
È nata in Moldavia, ma è di cittadinanza ucraina e azera. Ha difeso i colori dell'Ucraina fino al 2013 e dal 2017 in poi, mentre dal 2014 al 2016 quelli dell'Azerbaigian.

### Campionati mondiali
La sua prima esperienza ai mondiali fu in occasione di quelli disputati in Germania, a Lipsia, nel luglio 2007, quando gareggiava per l'Ucraina. Nella gara individuale fu 80ª nel turno di qualificazione. Nella fase a eliminazione è stata sconfitta al primo turno dall'arciera turca di origine georgiana Natalia Nasaridze. Non fu invece selezionata per la gara a squadre.
Otto anni dopo, a Copenaghen 2015, ha gareggiato come rappresentante dell'Azerbaigian in tre competizioni: nell'individuale femminile si è classificata 89ª nel round di qualificazione, ma nella fase a eliminazione superò i primi due turni prima di venire sconfitta dalla messicana Aída Roman; nella gara a squadre miste (in coppia con Taras Senyuk) fu invece 45ª su 60 squadre partecipanti; nel torneo di qualificazione alle successive olimpiadi di Rio de Janeiro 2016 chiuse al quarto posto, mancando la qualificazione riservata alle prime tre.

### Giochi europei
Senjuk ha disputato anche i I Giochi Europei, giocati in casa, a Baku, nel 2015.
Ha gareggiato in tutte e tre le competizioni: nell'individuale fu trentaquattresima nelle qualifiche per essere eliminata al secondo turno della fase ad eliminazione diretta; nella gara a squadre, le tre arciere azere ottennero il sedicesimo e ultimo posto nelle qualificazioni, e furono eliminate al primo turno dalla Germania; nella gara a squadre miste, ancora in coppia con Taras Senyuk, dopo il 19º posto delle qualifiche, furono eliminati dalla coppia italiana composta da Natalia Valeeva e Mauro Nespoli.

### Campionati europei
Agli europei del 2008 ha raggiunto la 45ª piazza nelle qualificazioni della gara individuale, venendo eliminata al primo turno della fase ad eliminazione diretta dalla connazionale Tetyana Berezhna.
Sei anni più tardi, agli europei in Armenia disputati coi colori azeri, venne eliminata ai trentaduesimi di finale.
Nel maggio 2016 a Nottingham, alla sua terza partecipazione europea (seconda sotto le bandiere dell'Azerbaigian) ottenne un 24º posto nelle qualificazioni che le consentì di ottenere un bye e accedere direttamente al secondo turno dove fu sconfitta dall'arciera spagnola Mirene Etxeberria Ferrer. Prese parte anche alla gara a squadre miste, assieme a Taras Senyuk come ai mondiali dell'anno precedente, ma chiusero le qualifiche al diciassettesimo posto, senza qualificarsi per la fase finale. Durante quegli stessi europei si disputò anche uno dei tornei di qualificazione per Rio de Janeiro 2016 e – a differenza del torneo dell'anno precedente a Copenhagen – questa volta Ol'ha Senjuk centrò la qualificazione grazie al terzo posto finale.

### Giochi olimpici di Rio 2016
La sua unica esperienza olimpica la ebbe in occasione dei giochi di Rio de Janeiro 2016. Nel round di qualificazione della gara individuale femminile è giunta al 37º posto, con 623 punti. Al primo turno è stata sconfitta dall'arciera cinese Cao Hui.

### Dopo l'esperienza olimpica
Dopo Rio de Janeiro 2016 è rimasta alcuni anni lontana dalle gare internazionali. Dal 2019 è tornata a gareggiare per l'Ucraina.